# Neritos roseata
Neritos roseata là một loài bướm đêm thuộc phân họ Arctiinae, họ Erebidae.